# Śląska Izba Rolnicza
Śląska Izba Rolnicza – jednostka organizacyjna wojewody śląskiego powołana w celu sprawowania samorządu gospodarczego w dziedzinie rolnictwa i leśnictwa na obszarze województwa śląskiego.

## Tymczasowa Śląska Izba Rolnicza z 1922 r.
Tymczasowa Śląska Izba Rolnicza powołana została do życia 3 października 1922 r., na mocy rozporządzenia Wojewody Śląskiego, który został zatwierdzony ustawą Sejmu Śląskiego z dnia 18 stycznia 1923 r.. Do czasu powołania rady funkcjonowała jako organ komisaryczny z komisarycznym prezesem i 13 osobowym zarządem, który składał się z przedstawicieli wszystkich instytucji rolniczych, w tym 4 osób spośród rolników niezorganizowanych.
Na terenach województwa śląskiego obejmujące część zaboru pruskiego od 1894 r. funkcjonowała izba rolnicza, która miała swój zarząd we Wrocławiu. Podstawą funkcjonowania Izby była pruska ustawa o izbach rolniczych 30 czerwca 1894 r., której zadaniem było przestrzeganie ogólnych interesów rolnictwa i leśnictwa, popieranie wszelkich urządzeń, mających na celu podniesienie rolnictwa, a w szczególności dalsze organizowania zrzeszeń stanu rolniczego. Izba rolnicza miała wspomagać władze administracyjne we wszystkich sprawach dotyczących rolnictwa i leśnictwa przez dostarczanie rzeczowych informacji i wydawanie opinii.
Do statutu pruskiej izby rolniczej dodano decyzją Wojewody Śląskiego następujące stwierdzenie: „Izba rolnicza wykonuje w swym okręgu nadzór nad hodowcami i związkami hodowców trudniących się hodowlą zwierząt gospodarskich lub produkcją ziemiopłodów. Izba rolnicza miała prawo ściągania od hodowców względnie związków hodowlanych odpowiedniego odszkodowania za wykonywanie tego nadzoru. Izba Rolnicza urządzała samodzielnie niższe szkolnictwo rolnicze i instytucje pokrewne oraz wykonywała kontrolę nad komunalnymi i prywatnymi szkołami. Nadzór nad szkołami urządzonymi lub nadzorowanymi przez izbę rolniczą przysługuje Wojewodzie Śląskiemu”.
Do 1928 r. na terenie b. zaboru pruskiego funkcjonowały trzy izby rolnicze, w tym poza – Śląską Izbą Rolniczą – również Wielkopolska Izba Rolnicza i Pomorska Izba Rolnicza. Te dwie ostatnie izby rolnicze powoływał i nadzorował Minister B. Dzielnicy Pruskiej. Śląska Izba Rolnicza z uwagi na autonomiczny status Województwa Śląskiego nie podlegała nadzorowi Ministra Rolnictwa i Dóbr Państwowych, a od 1933 r. Ministra Rolnictwa i Reform Rolnych.
Siedzibą Śląskiej Izby Rolniczej były Katowice.

## Śląska Izba Rolnicza z 1925 r.
Na podstawie ustawy z dnia 24 czerwca 1925 r. o Śląskiej Izbie Rolniczej powołano Izbę w miejsce tymczasowej izby. Zgodnie z ustawą pojęcie rolnictwa obejmowało wytwórczość roślinną, zwierzęcą, leśną, ogrodniczą, rybną oraz inne gałęzie wytwórczości związane bezpośrednio z gospodarstwem wiejskim. Członkiem Izby mógł zostać każdy właściciel, dzierżawca lub użytkownik gospodarstwa rolnego, położonego w województwie śląskim o obszarze nie mniejszym niż 3 ha.

### Zakres działania Izby
Do zakresu działania Izby należało:
- przedstawicielstwo i obrona interesów rolnictwa,
- popieranie rolnictwa,
- wykonywanie czynności powierzonych izbom na mocy innych ustaw.

### Urzeczywistnianie zadań
W celu urzeczywistnienia zadań Izba Rolnicza:
- miała prawo występowania do władz rządowych i samorządowych z wnioskami w przedmiocie potrzeb i obrony interesów rolnictwa,
- zobowiązana była do wydania opinii na życzenie władz rządowych i samorządowych,
- zobowiązana była do wydawania Wojewodzie Śląskiemu oraz Śląskiej Radzie Wojewódzkiej rocznych sprawozdań o stanie rolnictwa w okręgu.

### Samodzielne popieranie rolnictwa
W zakresie samodzielnego popierania rozwoju rolnictwa do zadań Izby należało w szczególności:
- zakładanie i utrzymywanie szkół rolniczych oraz szerzenie pozaszkolnej oświaty rolniczej,
- organizowanie doświadczalnictwa we wszystkich gałęziach gospodarstwa rolnego,
- badanie rentowności poszczególnych gałęzi produkcji rolnej i określanie istotnych kosztów produkcji,
- organizowanie rachunkowości gospodarstw wiejskich,
- organizowanie wystaw i pokazów rolniczych,
- udzielanie porad w sprawach rolnictwo,
- popieranie melioracji rolnych, komasacji gruntów oraz eksploatacji torfowisk,
- współdziałanie w organizowaniu handlu nawozami sztucznymi, materiałem siewnym i paszami, mające na celu zapewnienia należytej jakości nabywanych przez rolników produktów,
- kwalifikowanie nasion i innych ziemiopłodów wprowadzanych do obrotu handlowego, jako materiał uszlachetniony,
- badanie jakości nawozów sztucznych, materiału siewnego i pasz.
- współdziałanie w zaspakajaniu potrzeb rolnictwo w zakresie kredytu,
- organizowanie pomocy rolnej dla gospodarstw zniszczonych wskutek klęsk żywiołowych,
- popieranie akcji ochrony roślin przed inwazją szkodników roślinnych i zwierzęcych,
- popieranie hodowli zwierząt domowych,
- nadzór nad hodowlą zwierząt w granicach obowiązujących w tej mierze przepisów,
- organizowanie lecznictwa zwierząt domowych oraz zwalczanie chorób nieobjętych państwową służbą weterynaryjną,
- popieranie gospodarstwa w lasach prywatnych oraz zalesienie nieużytków,
- współudział przy ustaleniu cen produktów rolnych, w szczególności na giełdach i targach,
- współudział przy przeprowadzeniu statystyki rolniczej.

Śląska Izba Rolnicza posiadała osobowość prawną. W zakresie bezpośredniego nadzoru Izba podlegała Wojewodzie Śląskiemu.

### Dochody Izby
Dochody Śląskiej Izby Rolniczej składały się:
- z podatków od obszarów rolnych, leśnych i wodnych, wymierzonych w stopie procentowej od czystego dochodu katastralnego gruntów,
- z dochodów, z majątku Izby,
- z opłat za świadczenia i usługi oddawane rolnikom przez Izbę,
- z dotacji Skarbu Śląskiego w wysokości kosztów założenia i utrzymania niższych szkół rolniczych utworzonych za zgodą Śląskiej Rady Wojewódzkiej.

## Szkoły rolnicze
Szkoły rolnicze należące do Izby:
- Tarnowskie Góry,
- Międzyświeć,
- Strumień,
- Rybnik.

Podstawowym wydawnictwem Izby był „Rolnik Śląski”.

## Administracja folwarków
Śląska Izba Rolnicza posiadała następujące folwarki:
- domena Górne Marklowice,
- folwark Międzyświeć i Iskrzyczyn,
- folwark Strumień.

## Ustawa o Śląskiej Izbie Rolniczej z 1936 r.
Na podstawie ustawy z 1936 r. o Śląskiej Izbie Rolniczej nadano statut Izbie w porozumieniu ze Śląską Radą Województwa w drodze rozporządzenia. Izba stała się jednostką samorządu gospodarczego i osobą publiczno-prawną.
Powodem przyjęcia nowej ustawy było pojawienie się tekstu znowelizowanego rozporządzenia Prezydenta RP z 1932 r. o izbach rolniczych, która objęła obszar całego kraju jednolitą podstawą prawną. Natomiast Śląską Izba Rolnicza funkcjonująca w ramach autonomicznego województwa, podjęła dobrowolną decyzję w sprawie dostosowania przepisów prawnych do ogólnopolskich regulacji.
Ustawa przyjęta w 1936 r. miała spełniać dwa cele:
- uzgodnić treść ustawy z ogólnopaństwowym ustawodawstwem,
- usunąć usterki i luki, które posiadały dotychczasowe przepisy prawne.

Niedostatki dotyczyły w szczególności zbyt szczupłych dochodów własnych, które nie pozwalały na rozwój wszystkich dziedzin gospodarki rolniczej. Ograniczały działalność izby rolniczej do produkcji roślinnej, zwierzęcej oraz oświaty rolniczej. Nowe przepisy poszerzyły obszar działania o leśnictwo, owczarstwo, pszczelarstwo, hodowle ryb i drobnego inwentarza.

## Nadanie statutu Izbie w 1937 r.
Na podstawie rozporządzenie Wojewody Śląskiego z dnia 14 stycznia 1937 r. wydane w porozumieniu ze Śląską Radą Wojewódzką o nadaniu statutu Śląskiej Izbie Rolniczej nadano formalnie statut.